# Guillaume-François Colson
Pour les articles homonymes, voir Colson.
Guillaume-François Colson (né le 1er mai 1785 à Paris où il est mort le 3 février 1855) est un peintre d'histoire français du XIXe siècle.

## Biographie
Élève de Jacques-Louis David, se rattachant au courant néoclassique, Guillaume-François Colson est affilié à la secte des Barbus, groupe dissident prônant un néoclassicisme radical. Son œuvre la plus notoire est l'Entrée de Napoléon à Alexandrie, peinture monumentale exposée au Salon de 1812.
Le 12 novembre 1836, il est à La Havane où il est nommé directeur de l'Escuela de Artes Plásticas San Alejandro, poste où l'avait précédé quelques années auparavant son compatriote Jean-Baptiste Vermay ; il revient en France en 1848.